# Laszkargah (dystrykt)
Laszkargah – dystrykt (powiat) leżący we wschodniej części afgańskiej prowincji Helmand. Zamieszkiwany jest przez 60% Pasztunów, 20% Beludżów i małej ilości Hazarów, Uzbeków oraz Hindusów. W 2005 populacja powiatu liczyła 85800 ludzi. Znaczna część dystryktu jest pokryta pustynią. Największe skupiska ludności znajdują się wzdłuż rzeki Helmand, gdzie zakładane są wioski. Największym miastem jest Laszkargah.